# Taigatagging
Taigatagging (Steccherinum litschaueri) är en svampart som tillhör divisionen basidiesvampar, och som först beskrevs av Thomas Fulton Bourdillon och Galz., och fick sitt nu gällande namn av John Eriksson 1958. Taigatagging ingår i släktet Steccherinum, och familjen Steccherinaceae. Enligt den svenska rödlistan är arten otillräckligt studerad i Sverige. Arten förekommer i Svealand, Nedre Norrland och Övre Norrland. Artens livsmiljö är skogslandskap.